# 崛川氏蔓蘚
崛川氏蔓蘚（学名：Meteorium horikawae）为蔓蘚科蔓蘚屬下的一个种。

## 扩展阅读
- 維基物種上的相關：崛川氏蔓蘚